# Jürgen Döschner

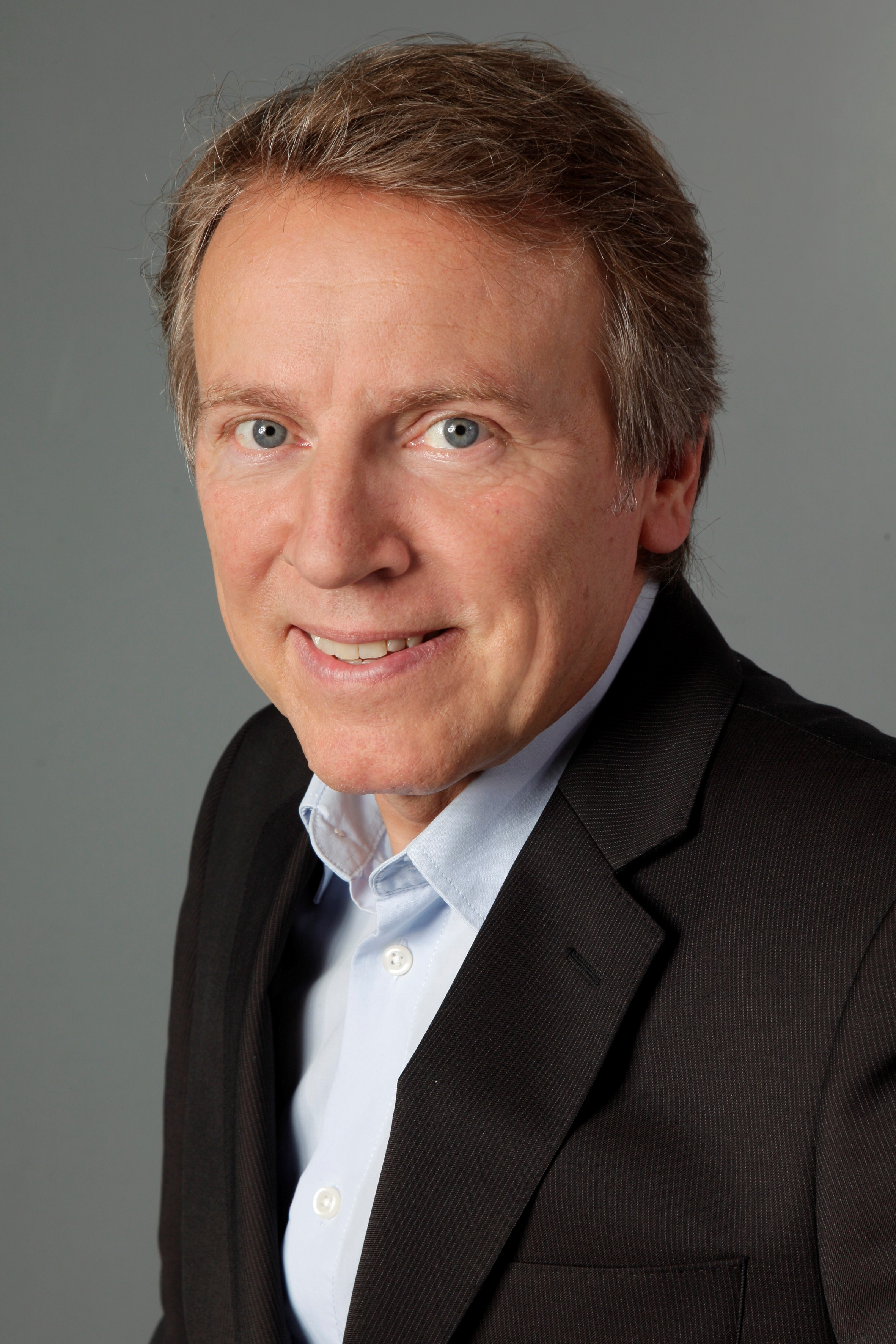
Döschner (2013)

Jürgen Döschner (* 1957 in Duisburg) ist ein deutscher Journalist. Seit 1984 ist er in verschiedenen Funktionen für den WDR und die ARD tätig. Von 2003 bis September 2015 arbeitete er in der Wirtschaftsredaktion des WDR-Hörfunks, unter anderem als Fachredakteur für Energiethemen, und leitete den Aufbau des Bereichs Investigativer Journalismus im WDR-Hörfunk. Von Ende 2011 bis 2017 war Döschner offizieller „Energieexperte“ des ARD-Hörfunks und arbeitet in dieser Funktion in der Chefredaktion des WDR-Hörfunks.

## Leben und Wirken
Jürgen Döschner machte 1978 sein Abitur am Städtischen Gymnasium Kamp-Lintfort. Anschließend studierte er bis 1983 Journalistik und Geschichte an der TU Dortmund.
Nach dem Studienabschluss war Döschner zunächst kurzzeitig als freier Journalist für verschiedene Medien (DLF, DW, WDR und Ruhr Nachrichten) tätig und kam 1984 zum WDR.
Beim WDR war er seitdem in verschiedenen Bereichen beschäftigt, u. a. bis 1989 als Reporter im Regionalstudio Kleve, danach bis 1992 als Redakteur für das WDR-2-Mittagsmagazin und von 1997 bis 2002 als Korrespondent und Studioleiter im ARD-Hörfunkstudio Moskau. Von 1992 bis 1997 und von 2003 bis September 2015 arbeitete er als Redakteur und Reporter in der Wirtschaftsredaktion des WDR-Radios. Außerdem leitete er ab 2013 den Aufbau des Bereiches „Investigativer Journalismus“ beim WDR-Hörfunk.
Im August 2015 befasste sich Döschner in einem Kommentar mit einer Protestaktion von Anti-Kohle-Aktivisten im Braunkohletagebau Garzweiler. Darin schrieb er u. a.: „Die Proteste [...] mögen nicht immer legal gewesen sein, aber sie sind angesichts der Ignoranz von Geld und Macht und angesichts der Bedrohung, die es abzuwehren gilt, völlig legitim.“ Dieser Kommentar löste heftige Proteste aus, was Döschner veranlasste, zu den Vorwürfen in einem offenen Brief Stellung zu beziehen.
Im Juli 2017 sorgte Döschner mit einem Tweet für Empörung, als er in Bezug auf Dieselmotoren von einer „Vergasung zehntausender Unschuldiger“ sprach und dadurch eine mutmaßliche Analogie von nicht eingehaltenen Abgasgrenzwerten und dem Holocaust herstellte.
Döschner hat sich vor allem als Berichterstatter und kritischer Kommentator zu Fragen der Energiewirtschaft einen Namen gemacht. Er ist dabei ein erklärter Gegner von Kernenergie und Fracking. Döschner unterstützt die Energiewende hin zu erneuerbarer Energien.
Wiederholt kritisierte Döschner öffentlich die Öl- und Gas-Konzerne und die großen Stromversorger für deren Preispolitik und für ihr Verhalten in der Energiewende.
Ein Radiobeitrag von Döschner, der eine von anderer Seite im Jahr 2019 illegal mitgeschnittene Aufnahme einer Äußerung von Ministerpräsident Armin Laschet enthielt, in der dieser sagte, er habe zur Räumung des Hambacher Forsts einen "Vorwand" gebraucht, wurde am 18. September 2019 in der ARD-Audiothek veröffentlicht, nach zweieinhalb Stunden aber wieder gelöscht. Ein interner Bericht des Schlichtungsausschusses des WDR bezeichnete die Kontroverse als "Programmkonflikt" und erachtete die Absetzung des Beitrags als weder journalistisch noch juristisch gerechtfertigt. Döschner wurde später zu COSMO versetzt.
Am 27. Oktober 2022 reichte Jürgen Döschner eine Klage gegen seinen Arbeitgeber WDR beim Arbeitsgericht Köln ein: Der Klagegegenstand lautet „Geldentschädigung wegen Nichtbeschäftigung“, der Streitwert liegt bei 75.000 Euro. Zur Begründung wird angeführt, dass es seit September 2019 so gut wie keine Berichte, Kommentare oder andere journalistischen Produkte von Döschner in sämtlichen Ausspielwegen des WDR gibt. Dies sei eine arbeitsrechtliche Nichtbeschäftigung, was eine schwerwiegende Verletzung des allgemeinen Persönlichkeitsrechts sei. Monique Hofmann, Bundesgeschäftsführerin der Deutschen Journalistinnen- und Journalistenunion (dju) sieht die geringe Auslastung Döschners eindeutig in seiner kritischen Berichterstattung begründet und sprach von strukturellem „Machtmissbrauch“ seitens der WDR-Leitung.
Der WDR reagierte mit einer scharfen Stellungnahme. Döschner hatte immer wieder kritisch über die Kohleindustrie und RWE berichtet und der Kölner Stadt-Anzeiger führt dies als Grund für das faktische Arbeitsverbot Döschners an. Das Arbeitsgericht Köln lehnte im April 2023 jedoch die Klage von Jürgen Döschner ab. Er hatte gegen seinen Arbeitgeber, den Westdeutschen Rundfunk auf Zahlung einer Geldentschädigung „von nicht unter 75 000 Euro“ geklagt.

## Ehrungen
Im Jahr 2008 erhielt Döschner den Otto-Brenner-Preis (2. Preis) für den Beitrag Fire and Forget – Krieg als Geschäft zur Rüstungsindustrie und Waffenhandel.
Im Jahr 2014 wurde Döschner von dem gemeinnützigen Verband „Europäische Vereinigung für Erneuerbare Energien Eurosolar e. V.“, kurz Eurosolar, mit dem Deutschen Solarpreis in der Kategorie „Sonderpreis für persönliches Engagement“ ausgezeichnet.